# 2019년 대한민국의 일본 제품 불매 운동

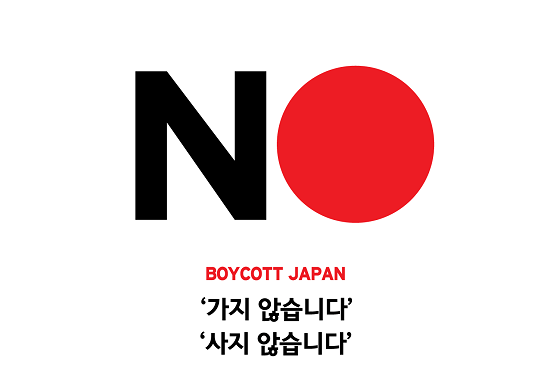
2019년 대한민국의 일본 제품 불매 운동을 상징하는 ‘NO, BOYCOTT JAPAN’ 로고 사진

2019년 대한민국의 일본 제품 불매 운동(Korean boycotts of Japanese products in 2019)은 대한민국 내에서 2019년 7월부터 시작하여 하반기에 계속된 일본, 또는 관련 기업의 제품을 구매하거나, 소비하지 않겠다는 취지의 운동이다.
대한민국 대법원의 기존의 강제 징용 관련 판결 이후, 삼성전자나 SK하이닉스 등의 대한민국 국내 기업에서 반도체 생산에 필요한 원자재 수출을 일본이 규제하면서 발생한 한일 무역 분쟁으로 인해서 본격적으로 촉발되었다. 불매운동이 길어지면서 판매랑이 급 감소한 한국닛산은 8년 보증을 약속하고 철수하였다.

## 대한민국의 반응
7월 3일, 인터넷 커뮤니티 클리앙의 한 유저가 ‘NO, BOYCOTT JAPAN’이라는 로고를 만들어 비영리 목적으로 사용하는 조건으로 자유롭게 쓸 수 있도록 하여 배포하였다. 이 로고는 메시지를 간명하게 전달하는 점이 인터넷 상에서 큰 인기를 끌며 다양하게 패러디되었고, 이후 오프라인과 온라인 모두에서 사용되는 상징으로 자리잡았다. 같은 날, 보배드림 자유게시판에 '일본 제품 불매 목록' 사이트를 만들었다는 게시글이 등장하며 도화선을 당겼고, 이 사이트에는 현재까지 목록이 갱신되고 있다.
7월 4일, 약 90,000명의 회원을 가진 경기도 지역 농민단체들은 일본의 반도체 소재의 한국 측에 대한 수출 규제 조치를 비판하면서, 일본 제품 불매 및 관광거부 운동에 돌입한다고 밝혔다.
7월 8일, 서경덕 교수는 일본군 ‘위안부’의 강제 동원을 부정하는 아파호텔(APA 호텔) 이용 불매 등 역사 왜곡 기업들에 대한 불매 운동을 호소하였다.
7월 11일에는 일본 제품과 이를 대체할 수 있는 다른 국가의 제품의 목록을 알려주는 노노재팬이라는 웹 사이트가 생겨났다. 7월 17일에는 회원 수가 133만 명에 달하는 대한민국 최대의 일본 여행 커뮤니티인 ‘네일동 일본여행친구’가 불매 운동에 동참하면서 카페를 잠정 폐쇄하였다.
일본의 의류 업체인 유니클로는 이 불매 운동의 핵심 타깃이 되고 있다. 7월 11일 유니클로의 지분 100%를 소유한 패스트 리테일링(주)의 최고재무책임자(CFO) 오카자키 다케시가 “불매 운동의 영향은 오래 가지 않을 것이다.”라고 발언한 이후 일부 누리꾼과 소비자들의 여론이 격화되었고, 7월 16일 유니클로의 대한민국 지사인 에프알엘코리아(주)가 몇 언론을 통하여 해명과 사과를 내놓았으나 공식적인 입장이 아니었으며, 7월 22일이 되어서야 일본 본사 사장 야나이 다다시의 의중이 반영된 사과문이 정식으로 게시되었기 때문이다.
민주노총, 한국진보연대, 한국YMCA 등 680여 곳의 시민단체로 이루어진 ‘아베 규탄 시민행동’은 불매 운동에 동참하고 일본을 규탄하는 ‘아베 규탄 촛불 문화제’를 7월 20일부터 매주 토요일마다 열고 있다. 7월 20일, 첫 번째 문화제인 ‘경제보복 아베 규탄 촛불집회’가 서울특별시 종로구의 옛 주한 일본 대사관 앞 평화의 소녀상 부근에서 참가자 1천여 명의 규모로 진행되었다. 7월 27일, 서울특별시 광화문광장에서 5,000여 명의 규모로 두 번째 문화제가 열렸다. 8월 3일, 주최 측 추산 15,000여 명의 규모로 옛 일본 대사관 앞에서 ‘아베 규탄 3차 촛불 문화제’가 진행되었다.
7월 24일, 전국민주노동조합총연맹 서비스연맹 마트산업노동조합 소속 롯데마트·이마트·홈플러스 노동자들과 전국택배연대노동조합 등 소속 택배 노동자들은 일본의 경제 보복에 의한 국민적 일본 제품 불매 운동에 동참하겠다며, 각각 매장 내 일본 제품 안내와 유니클로 제품 배달을 중단할 것을 결의하였다.
시민들은 소상공인 가운데 선의의 피해자가 발생하는 것을 막기 위하여 대한민국에 있는 일식당에 아예 가지 않기보다는 대한민국산 술을 마시고, 소상공인들은 일본산 재료를 대한민국산으로 교체하기도 한다. 또한 일상어로 흔하게 사용하던 일본어투 낱말을 순화하여 사용하는가 하면, SNS 계정 이름에 일본어가 들어간 유명인들은 계정명을 변경하기도 하였다. 이영애 인천대학교 소비자학과 교수는 이를 “시민들이 자발적으로 무엇이 건강한 불매운동일지 고민을 계속하고 있는 것”이라며 “소상공인 피해·폭력 운동 등을 최소화하면서 불매 운동의 애초 목적을 달성하려는 의도”라고 긍정적으로 평가하였다.
8월 15일, SNS상 '일본 불매 운동' 언급량 변화 추이를 분석한 결과, 인스타그램과 트위터에서 'NoJapan', '불매운동', 'boycott'과 같은 일본 불매 운동 관련 키워드 버즈량이 최고점을 찍은 것을 확인 할 수 있었다. 8월 15일인 광복절의 영향이 큰 것으로 판단되며, 광복절 이후에는 버즈량이 점차 감소하는 추이를 보였다.
8월 21일, 박원순 서울시장은 일본 시민단체 ‘일본 희망연대’ 회원들과 만났으며 이때, 박 시장은 “한국 시민사회는 강력한 불매운동을 벌이면서도 그것이 일본 그 자체에 대한 적대가 아닌 아베 정권과 부당한 경제보복, 그 조치의 기반을 이루는 군국주의와 일방주의가 타깃임을 분명히 했다”고 말했다.
우리나라는 일본맥주 수출의 60%가량을 차지하는 가장 큰 해외시장이었지만 지난 9월 99.9% 감소하였다. 일본산 자동차도 일본 불매운동 여파를 피하지 못하였는데, 한국수입자동차협회가 발표한 자료에 따르면 올해 9월 일본 차(도요타·렉서스·혼다·닛산·인피니티)는 1,103대가 판매됐다. 불매운동 직전인 6월(3,946대)보다 72% 줄어든 수치다.
일본 당국의 무역통계에 따르면 지난 10월의 일본 맥주의 한국 수출액은 '0원'으로 사실상 수출이 중단되었다. 그러나 유니클로의 경우 히트텍 10만장 증정 이벤트로 구매고객 몰렸고 일본 자동차 브랜드의 파격적인 할인에 10월부터 판매량을 회복하더니 11월에는 19%가 상승하여 불매운동이 시들해진 것이 아니냐는 반응이 나오고 있다.
하지만 11월에 실시된 시사저널의 여론조사에 따르면 일본불매운동의 지지율은 78.9%이며, 불매운동을 지속해야 한다는 응답률도 75.8%에 달했다. 향후전망에 관해‘일본 수출규제가 우리경제에 어떤 영향을 줄 것이라고 보느냐’는 질문에 “별 영향이 없을 것”이라는 응답이 22.8%로 조사되었는데, 이전 조사(8.9%)보다 두 배 넘게 증가한 수치이다. “막대한 피해가 예상된다”는 대답도 24.6%로 이전(36.4%)에 비해 눈에 띄게 줄었다는 것으로 알 수 있듯이 한국내의 반응으로 향후 일본불매운동은 계속 지속될 것으로 보여진다.

### 일본의 반응
한국에서 발생 하는 일본 불매운동에 따라서 작년 동기와 비교 하며 일본 기업의 대한 수출품이 99.9% 매출 하락이 발생 한것등 일본 기업에 심각한 매출 폭락이 발생 하는 것에 대해서, 일본 공영 방송 NHK 방송을 통하여, 일본 관방 장관은 유감을 공식 표명하였다.
그리고, 한국과 일본의 외교 상황이 비록 엄중하지만,일본 기업에 피해를 주는 일본 제품 불매 운동에 대해서, 한국 국민들의 현명한 대응을 촉구 하였다.
일본 정부는 징용 피해자 배상 판결이나 수출 규제 강화 등 최근 한일 갈등이 확산하는 계기가 된 현안에 관해서는 ‘한국이 국제법을 위반하고 있다’ ‘수출 규제는 징용 판결과 무관하다’며 한국에 책임을 돌리고 있다.

### 조국 사태 이후
대한민국에서 이 와중에 조국 사태 이후 일부에서는 일본 불매운동이 주춤 한것 아닌가 하는 의혹이 있었으나 오히려 일본 불매 운동은 생활화되었다는 분석을 하였다. 청와대 민정수석에서 만기 퇴임한 조국 교수와 그의 딸의 학력 등의 문제 등이 논란거리에 연루되고 한국 사회의 시선이 조국 장관에게로 쏠리게된것을 이용 하여 일본에서는 한국에 대한 왜곡 보도는 지속 되고 있고, 반일 종족 주의가 부각 되었으며, 일본 현지에서도 조국 사태가 가쉽 형태로 이슈화되면서 일부에서는 이로 인해서 한국의 반일 및 불매운동이 누그러지는 것이 아니냐는 추측과 함께 일본 지방에서는 일본 불매 운동이 상당히 큰 영향이 발생 하는 것을 예를 들었다. 특히 규슈와 홋카이도지역 경우에는 다른 지역에 비해서 한국인 관광객의 점유율이 막강히 높아서 한국인이 안 오면 사실 망하는 데가 많이 있다고 인터뷰 내용을 보도 하였다.
그러나, 조국 장관을 지지하는 진보층에서는 조국 장관을 수호함과 동시에 일본 불매운동도 병행하고 있다고 입장을 밝히기도 하였다.

### 한국의 영향

#### 대한민국 내수 시장 발전 측면의 긍정적 영향
불매운동이 한국에 끼친 영향으로는 첫 번째로 일본맥주의 판매량은 전년 대비 99.9% 감소하면서 한국산 맥주가 반사이익을 얻게 되었다. 이로 인하여 국내 편의점 맥주판매량은 7월 39%에서 8월 48.7%까지 상승하였다. 이에 이어서 10월 일본맥주의 한국수출액이 1999년 6월 이후 20년만에 일본맥주수출액 0원으로 집계되었다. 이러한 수치는 2009년 이후로 한번도 일본의 맥주 판매량은 대한민국 내 해외 맥주점유율에서 1등을 내주지 않았을만큼 인기 상품이었기 때문이었기 때문에 굉장히 충격적인 수치로 감소한 것을 알 수 있다. 이후 대한민국 맥주 점유율 순위는 13위를 기록하며 일본제품에 대한 불매 운동이 계속되고 있음을 증명해주고 있다.
두 번째로는 의류산업에서 유니클로의 매출이 30%감소하였고 이로 인하여 일부 기업들이 약간의 반사이익을 얻었다. 특히 한국 기업인 “탑텐”의 7월 매출은 20%가 증가하였다.
세 번째로 일본의 자동차회사는 대한민국에서 매출이 급감하여 문을 닫는 전시장이 계속해서 늘어나고 있고 2020년부터 대한민국에서 모든 서비스를 매각할 브랜드도 나타나고 있다. 산업통상자원부에 따르면 8월 대한민국 내에서 팔린 수입차는 전년 동기 대비 4.6% 감소한 가운데, 일본산이 무려 56.9%나 급감했다. 닛산(-87.4%), 혼다(-80.9%), 인피니티(-68.0%), 도요타(-59.1%) 등이 나란히 직격탄을 맞았다. 불매운동 전인 6월만 해도 총 20.4%였던 일본산 차의 한국 내 시장점유율은 8월 7.7%로 뚝 떨어졌다. 이러한 감소치 덕분에 자동차 내수는 8개월만에 증가세로 전환되었다.

#### 대한민국 국내 기업등에 미친 부정적 영향
반대로 악영향으로는 첫 번째로 일본 여행에 대한 불매운동으로 인해 대한민국 국적 항공사들이 직격타를 맞고 있다는 것이다. 대한민국 항공사의 3분기 실적은 대한항공을 제외하면 모두 적자를 기록하고 있다. 국내 항공사들이 최대 성수기라고 불리고 있는 3분기(7~9월)에 적자를 기록하고 있다. 대형 항공사의 일본 노선비중은 20%인 것에 비해 저가항공사의 경우 일본 노선비중이 42.7%에 달하기 때문에 저가항공사들이 더욱 큰 타격을 받는 상황이다. 국내 항공사인 대한항공, 아시아나항공. 제주항공의 3분기 영업이익 합계는 543억 원인데 이는 금융위기를 겪었던 2009년 3분기보다도 낮은 수치를 기록하고 있을 정도로 큰 타격을 받고 있다.
두 번째로 쓰시마섬과 관련된 한국인들의 피해가 있다. 2018년에 쓰시마섬에 방문한 관광객은 41만명이였는데 이 중 99%가 한국인일 정도로 한국인 관광객의 수치가 높다. 불매운동으로 인하여 지난해 같은 기간과 비교하여 70.3%나 감소하게 되면서 쓰시마섬에 한국인 관광객을 대상으로 숙박업을 하는 한인들에게 큰 타격을 입혔고 부산과 일본을 오가는 선박회사 3곳은 임시 휴업한 상태이다. 그로 인하여 부산항국제여객터미널 입주업체들도 반사적으로 불이익을 받는 상황이다.

## 의견
일본 현지에서는 고순도 불화수소 등의 수출규제는 일제 징용 피해자 배상 판결로 인한 대한민국 측에 대한 일본의 보복이라는 것이 다수의 의견이지만, 일본 불매 운동에 대해서, 대한민국 국적의 연예인 등 "재일교포를 일본 밖으로 내보내라" 또는 "한국은 약소국"이므로 일본경제에 영향을 줄 것이 없다는 과격한 반응이다.

## 국제적 반응
7월 18일, 미국의 월스트리트저널은 대한민국의 일본 불매 운동이 5만곳의 상점 등이 자발적으로 참여하는 등의 여러 가지 사례를 들어서 상세한 대한민국 내의 불매운동 상황을 보도하였다.

## 같이 보기
- 2019년 한일 무역 분쟁
- 노노재팬
- 신일철주금 강제징용 소송